# 샤아반
샤아반(아랍어: شعبان)는 이슬람력에서 여덟번째 달의 이름이다.

## 시간
| AH   | 첫 날 (CE/AD)   | 마지막 날 (CE/AD) |
| ---- | --------------- | ----------------- |
| 1439 | 2018년 4월 17일 | 2018년 5월 15일   |
| 1440 | 02019년 4월 6일 | 02019년 5월 5일   |
| 1441 | 2020년 3월 25일 | 2020년 4월 23일   |
| 1442 | 2021년 3월 14일 | 2021년 4월 12일   |
| 1443 | 02022년 3월 4일 | 02022년 4월 1일   |
| 1444 | 2023년 2월 21일 | 2023년 3월 22일   |

## 같이 보기
- 이슬람력